# Haplopus
Haplopus is een geslacht van Phasmatodea uit de familie Phasmatidae. De wetenschappelijke naam van dit geslacht is voor het eerst geldig gepubliceerd in 1838 door Burmeister.

## Soorten
Het geslacht Haplopus omvat de volgende soorten:
- Haplopus achalus (Rehn, 1904)
- Haplopus bicuspidatus (Haan, 1842)
- Haplopus bituberculatus (Haan, 1842)
- Haplopus cubensis Saussure, 1868
- Haplopus cytherea Westwood, 1859
- Haplopus dubius (Gray, 1835)
- Haplopus evadne Westwood, 1859
- Haplopus glabricollis (Gray, 1835)
- Haplopus jamaicensis (Drury, 1773)
- Haplopus juvenis Redtenbacher, 1908
- Haplopus ligia Westwood, 1859
- Haplopus ligiolus Redtenbacher, 1908
- Haplopus mayeri (Caudell, 1905)
- Haplopus micropterus (Peletier de Saint Fargeau & Serville, 1827)
- Haplopus murinus Redtenbacher, 1908
- Haplopus obtusus Redtenbacher, 1908
- Haplopus pulverulentus (Gray, 1835)
- Haplopus scabricollis (Gray, 1835)
- Haplopus similis (Rehn, 1904)
- Haplopus spinipes (Gray, 1835)